# Viereckige Burg Mərdəkan
Die Viereckige Burg Mərdəkan ist eine Burg im Ort Mərdəkan auf der Halbinsel Abşeron in Aserbaidschan, die Teil der Befestigungskette auf der Halbinsel war. Sie wurde vermutlich im 14. Jahrhundert errichtet und liegt 2,5 km vom Kaspischen Meer entfernt. 

## Burganlage
Der Hof der Burg ist 28 × 25 Meter groß, die ihn umgebenden sechs Meter hohen Mauern bilden nahezu ein Quadrat. An den Ecken wurden Rundbasteinen errichtet. Im Hof fand man mehrere Brunnen. In der Mitte des Hofes befindet sich ein 22 Meter hoher Wohnturm mit fünf Geschossen. Die Wendeltreppe beginnt zwei Meter über dem Erdgeschoss. Die Mauern und der Wohnturm sind mit Schießscharten versehen und mit Gesims abgeschlossen. Der Wohnturm, dessen Gesims verziert ist, besitzt vier Rundbasteien.